# Теорія мертвого Інтернету
Теорія мертвого Інтернету — теорія змови, яка стверджує, що Інтернет після 2010-х років складається здебільшого з діяльності ботів і автоматично створеного контенту, яким маніпулюють алгоритми, маргіналізуючи органічну людську діяльність. Прихильники теорії вважають, що ці боти створені навмисно, щоб допомагати маніпулювати алгоритмами та підвищувати результати пошуку, щоб у кінцевому підсумку маніпулювати споживацькими настроями. Крім того, деякі прихильники цієї теорії звинувачують урядові установи у використанні ботів для маніпулювання громадським сприйняттям, заявляючи: «Уряд США бере участь у штучному інтелекті, який використовує газлайтинг для всього населення світу». Датою цієї «смерті» вважається приблизно 2016 або 2017 рік.
Теорія набула популярності, оскільки більшість спостережуваних явищ ґрунтується на явищах, які піддаються кількісному вимірюванню, наприклад збільшенні трафіку ботів; однак ідею про те, що це скоординована психологічна війна, Кейтлін Тіффані, журналістка The Atlantic, назвала «параноїдальною фантазією», навіть попри те, що існують обґрунтовані критичні зауваження, пов'язані з трафіком ботів і цілісністю Інтернету. Дані Ді Плачідо, старший співавтор Forbes, заявив, що «люди все ще надають більшість контенту та розмов у Twitter, Reddit, Facebook і TikTok, але здається, що теорія змови може стати пригнічливо близькою до реальності». Роберт Маріані описав цю теорію в статті в The New Atlantis як суміш між справжньою теорією змови та крипі-пастою. Теорія мертвого Інтернету іноді використовується для позначення спостережуваного збільшення контенту, створеного за допомогою великих мовних моделей (LLM), таких як ChatGPT, що з'являється в популярних інтернет-просторах без згадки про повну теорію.

## Походження і розвиток
Хоча точне походження теорії важко визначити, теорія мертвого Інтернету, найпевніше виникла з 4chan або Wizardchan як теоретична концепція в кінці 2010-х або на початку 2020-х років. У 2021 році на форумі Agora Road's Macintosh Cafe було опубліковано тему під назвою «Теорія мертвого Інтернету: більшість Інтернету є фальшивкою», що свідчить про поширення цього терміну за межі цих початкових форумів. Проте дискусії та дебати навколо цієї теорії були поширеними на онлайн-форумах, технологічних конференціях і в академічних колах, можливо, ще раніше. Вона була натхненна стурбованістю зростаючої складністю Інтернету, залежністю від крихкої інфраструктури, потенційною вразливістю до кібератак і, найголовніше, експоненціальним зростанням можливостей і використання штучного інтелекту. Теорія набула популярності в дискусіях серед ентузіастів технологій, дослідників і футуристів, які прагнули вивчити потенційні ризики, пов'язані з нашою залежністю від Інтернету. Теорія змови увійшла в суспільну культуру через широке висвітлення та обговорювалася на різних гучних каналах YouTube. Вона привернула більшу увагу завдяки статті в The Atlantic під назвою «Можливо, ви пропустили це, але Інтернет „помер“ п'ять років тому». Ця стаття була широко цитована іншими статтями на цю тему.
Цей термін використовується для опису явища витіснення контенту, створеного ботами, контентом, створеним людиною, без обговорення повної теорії.

## Заяви
Теорія мертвого інтернету має дві основні складові: органічна людська діяльність в мережі була витіснена ботами та алгоритмічно керованими результатами пошуку, і що державні суб'єкти роблять це у скоординованих зусиллях з метою маніпулювання людським населенням. Перша частина цієї теорії, що боти створюють більшу частину контенту в Інтернеті і, можливо, вносять більший внесок, ніж органічний людський контент, викликала занепокоєння протягом деякого часу, з оригінальної публікації «IlluminatiPirate» з посиланням на статтю «Скільки в інтернеті фальшивого? Виявляється, насправді багато» в журналі New York Magazine. Теорія мертвого Інтернету також стверджує, що Google та інші пошукові системи цензурують мережу, фільтруючи контент, який вважається небажаним, обмежуючи те, що індексується та відображається в результатах пошуку. Хоча Google може стверджувати, що для запиту є мільйони результатів пошуку, доступні користувачу результати не відображають цю кількість. Ця проблема посилюється явищем, відомим як «вимирання посилань», яке виникає, коли контент на сайті стає недоступним, а всі посилання на нього на інших сайтах обриваються.  Це призвело до теорії, що Google — це Потьомкінське село, і що доступний для пошуку Інтернет значно менший, ніж нам здається. Теорія мертвого Інтернету припускає, що це частина змови, спрямованої на те, щоб обмежити користувачів кураторським і потенційно штучним контентом в Інтернеті.
Друга частина теорії мертвого Інтернету ґрунтується на цьому спостережуваному явищі та припускає, що уряд США, корпорації чи інші актори навмисно обмежують користувачів підготовленим та потенційно штучно згенерованим контентом на основі штучного інтелекту, аби маніпулювати людським населенням з різних причин. У оригінальному пості ідея, що боти замінили контент людей, описується як «підготовка», тоді як «тезис» самої теорії зосереджується на тому, що уряд США відповідальний за це, стверджуючи: «Уряд США займається газлайтингом всього світового населення за допомогою штучного інтелекту».

## Докази

### Великі мовні моделі
Генеративний попередньо тренований трансформер (GPT) — це тип великої мовної моделі (LLM), яка використовує штучні нейронні мережі для створення контенту, який виглядає як створений людиною. Перша з цих моделей була розроблена компанією OpenAI. Ці моделі викликали значну кількість суперечок. В одному прикладі Тімоті Шоуп з Копенгагенського інституту досліджень майбутнього заявив, що «коли GPT-3 „втратить береги“, Інтернет буде абсолютно невпізнанним». Він передбачив, що за такого сценарію до 2025—2030 року від 99 % до 99,9 % онлайн-контенту може бути створений ШІ. Ці прогнози були використані як доказ теорії мертвого Інтернету. У 2024 році компанія Google повідомила, що її пошукова видача переповнена веб-сайтами, які «виглядають так, ніби вони були створені для пошукових систем, а не для людей». У розмові з Gizmodo представник Google визнав роль генеративного ШІ у швидкому поширенні такого контенту і те, що він може витіснити більш цінні альтернативи, створені людиною. Очікується, що боти, які використовують великі мовні моделі, збільшать кількість спаму і ризикують створити ситуацію, коли боти, взаємодіючи один з одним, створюють «самовідтворювані підказки», які призводять до зациклення, перервати яке можуть лише користувачі-люди. 

#### ChatGPT
ChatGPT — це чат-бот штучного інтелекту, випуск якого у 2022 році для широкого загалу змусив журналістів описати теорію мертвого Інтернету як потенційно більш реалістичну, ніж раніше. До цього теорія мертвого Інтернету здебільшого наголошувала на державних організаціях, корпораціях і технічно грамотних індивідуумах, але ChatGPT передав силу штучного інтелекту в руки пересічних користувачів Інтернету. Ця технологія викликала побоювання, що Інтернет буде наповнений контентом, створеним людьми за допомогою штучного інтелекту, який заглушить органічний людський контент. 

### Звіт Imperva про трафік ботів за 2016 рік
У 2016 році охоронна фірма Imperva опублікувала звіт про трафік ботів і виявила, що боти відповідальні за 52 % вебтрафіку, вперше перевищивши людський трафік. Цей звіт використовувався як доказ у звітах про теорію мертвого Інтернету.

### Facebook

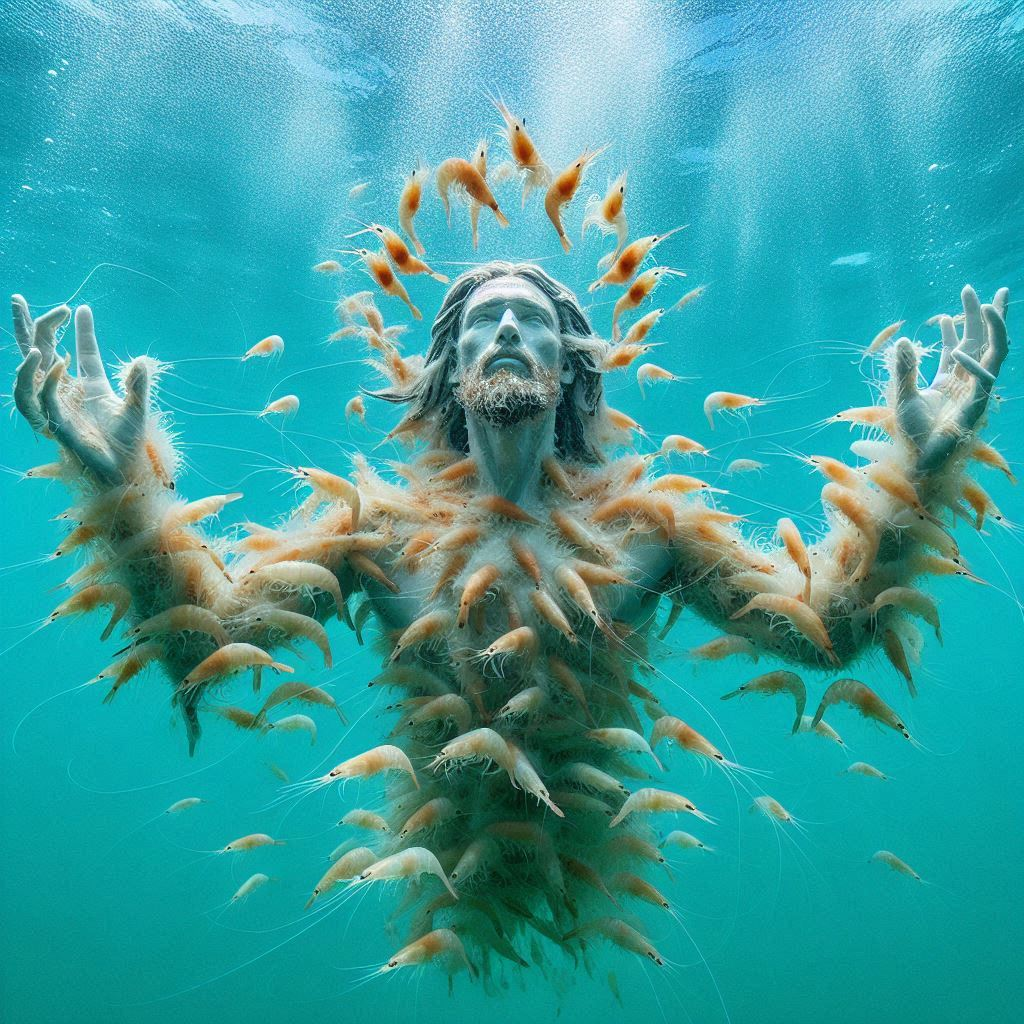
Згенероване штучним інтелектом зображення «Креветочного Ісуса»

У 2024 році зображення, створені штучним інтелектом у Facebook, почали ставати вірусними. Сюжети цих зображень, створених штучним інтелектом, включали різні ітерації Ісуса, «поєднаного в різних формах» з креветками, стюардесами та чорношкірими дітьми поруч із творами мистецтва, які вони нібито створили. Це було використано як приклад того, чому Інтернет відчувається «мертвим».
У Facebook є можливість надавати відповіді, згенеровані штучним інтелектом, на групові пости. Такі відповіді з'являються, якщо користувач явно позначає @MetaAI у дописі, або якщо допис містить запитання, і ніхто з користувачів не відповів на нього протягом години.

### Amazon
Користувачі в соціальних мережах зазначають, що описи продуктів Amazon, схоже, створені штучним інтелектом. Це було включено в обговорення теорії мертвого Інтернету.

### Reddit

Reddit вбиває сторонні додатки (і самого себе)
Зображення, розміщене на багатьох сабреддітах на знак протесту

У минулому сайт соціальних мереж Reddit надавав вільний доступ до свого API та даних, що дозволяло користувачам використовувати сторонні додатки для модерації та навчати ШІ взаємодії з людьми. Неоднозначним кроком стало те, що Reddit почав стягувати плату за доступ до свого набору даних про користувачів. Компанії, що готують ШІ, ймовірно, продовжать використовувати ці дані для навчання майбутніх ШІ. Оскільки такі технології, як ChatGPT, стають доступними для широкої публіки, їх все частіше використовують на Reddit користувачі та боти-облікові записи. Професор Тобі Уолш з Університету Нового Південного Уельсу заявив в інтерв'ю Business Insider, що навчання наступного покоління ШІ на контенті, створеному попередніми поколіннями, може призвести до того, що контент постраждає. Професор Університету Південної Флориди Джон Лікато порівняв цю ситуацію з наводненням Reddit контентом, створеним штучним інтелектом, із теорією мертвого Інтернету.

### TikTok
У 2024 році TikTok почав обговорювати пропозицію використання віртуальних інфлюенсерів для рекламних агентств. У статті 2024 року в статті Fast Company Майкл Гротхаус пов'язав цей та інший контент, створений штучним інтелектом у соціальних мережах, з теорією «мертвого інтернету». У цій статті він назвав такий контент «ШІ-слаймом».

### X Corp. (раніше відома як Twitter)
Теорія мертвого Інтернету також поширилася серед користувачів X (раніше Twitter). Користувачі відзначили, що діяльність ботів вплинула на їхній досвід.

#### Твіти «Я ненавиджу переписуватися»
Кілька облікових записів у Twitter почали публікувати твіти, починаючи з фрази «Я ненавиджу переписуватися», а потім альтернативну дію, наприклад «Я ненавиджу переписуватися, я просто хочу тримати тебе за руку» або «Я ненавиджу переписуватися, просто живи зі мною». Ці публікації отримали десятки тисяч лайків, і багато хто запідозрив, що це облікові записи ботів. Ці облікові записи використовувалися як приклад прихильниками теорії мертвого Інтернету.

#### Придбання Twitter Ілоном Маском
Відсоток облікових записів користувачів, керованих ботами, став головною проблемою під час придбання Ілоном Маском Twitter. Під час цього процесу Маск заперечив заяву Twitter про те, що менше ніж 5 % монетизованих щоденних активних користувачів (mDAU) були ботами. Під час цієї суперечки Маск доручив компанії Cybra оцінити, який відсоток облікових записів у Twitter були ботами: одне дослідження оцінило 13,7 %, а друге — 11 %. Вважається, що ці облікові записи ботів відповідальні за непропорційну кількість створеного вмісту. Прихильники теорії мертвого Інтернету вказали на цей інцидент як на доказ.

### YouTube

#### «Інверсія»
В Інтернеті існує ринок фальшивих переглядів YouTube, щоб підвищити довіру до відео та охопити ширшу аудиторію. У якийсь момент фальшиві перегляди були настільки поширеними, що деякі інженери були стурбовані тим, що алгоритм YouTube для їх виявлення почне розглядати фальшиві перегляди як стандартні та неправильно класифікувати справжні. Для опису цього явища інженери YouTube використовують термін «інверсія». Роботи YouTube і страх перед «інверсією» були названі підтвердженням теорії мертвого Інтернету в темі на інтернет-форумі Agora Road's Macintosh Cafe.

## У популярній культурі
Теорія мертвого Інтернету обговорюється серед користувачів соціальної мережі Twitter. Користувачі відзначили, що активність ботів вплинула на їхній досвід. Численні YouTube-канали та інтернет-спільноти, включаючи форуми Linus Tech Tips та сабреддіт Джо Роґана, висвітлювали теорію мертвого Інтернету, що допомогло просунути ідею в мейнстрімний дискурс.